# Judson College
Judson College era una universidad privada para mujeres en Marion, Alabama. Fue fundada en 1838 y suspendió sus operaciones académicas el 31 de julio de 2021. 

## Historia
Fue fundada por miembros de la Iglesia Bautista Siloam en 1838, lo que la convierte en la quinta universidad para mujeres más antigua del país en el momento de su cierre en 2021.  Judson lleva el nombre de Ann Hasseltine Judson, la primera misionera extranjera de los Estados Unidos en Birmania (ahora Myanmar). La empresaria Julia Tarrant Barron y el general Edwin Davis King, con el apoyo de otros miembros de la Iglesia Bautista Siloam, consiguieron la ayuda del Dr. Milo Parker Jewett, un recién graduado de Dartmouth College y del Seminario Teológico de Andover. Jewett había llegado a Alabama con el objetivo de establecer una escuela para mujeres jóvenes que les brindara la misma calidad de educación que recibían los hombres jóvenes en Harvard y Yale. Jewett se convirtió en el primer presidente de Judson y más tarde de Vassar College. Judson ha estado afiliado a la Convención Bautista de Alabama a lo largo de su historia y recibió fondos de la convención. 
El edificio principal del campus es Jewett Hall, el tercero de este nombre. El primer Jewett Hall, construido en 1840, fue un edificio de estilo griego de cuatro pisos que lleva el nombre de Milo P. Jewett. Fue destruido por un incendio en 1888. Ese mismo año se inició la reconstrucción de Jewett Hall. En 1947, la cúpula fue alcanzada por un rayo y el fuego consumió el edificio. Los esfuerzos de reconstrucción comenzaron casi de inmediato y se recaudaron fondos mediante la venta de ladrillos de los escombros. Un tercer incendio se produjo en el ático de este edificio cuando se prendieron fuego a colchones, pero el incendio se extinguió sin grandes daños al edificio.
Otros edificios notables en el campus incluyen A. Howard Bean Hall, una antigua biblioteca Carnegie que ahora alberga el Salón de la Fama de las Mujeres de Alabama, así como 2 aulas, el Auditorio de Alumnas y la residencia universitaria de la Unión Misionera de Mujeres.
A la universidad se le concedió una excepción al Título IX en 2015, lo que le permitía discriminar legalmente a los estudiantes LGBT por motivos religiosos.   
La inscripción en Judson en 2019 fue de 268  y la universidad ofrecía títulos de licenciatura en artes liberales y programas preprofesionales.
En 2020, la universidad experimentó graves desafíos financieros debido a la disminución de la inscripción y al COVID-19 . En diciembre, el presidente de la universidad hizo un pedido urgente de donaciones de 500.000 dólares para evitar que la universidad cerrara inmediatamente.  Aunque había recaudado $1,3 millones, la inscripción cayó de 145 en el otoño de 2020 a 80 en el otoño de 2021.  En mayo de 2021, la junta directiva de la universidad votó a favor de cerrar la universidad y comenzar los procedimientos de quiebra del Capítulo 11. La universidad cerró sus residencias después de que terminó el semestre de primavera y suspendió las operaciones académicas después del período de verano que finalizó el 31 de julio de 2021.   
En 2022, los archivos de la escuela se transfirieron a la Universidad de Samford, una escuela hermana, fundada en Marion y que se trasladó a Birmingham en 1887.  En 2024, documentos judiciales mostraron que Judson College se había acogido al Capítulo 11 de la ley de bancarrotas por segunda vez. 

## Vida de estudiante
Judson College participó en eventos sociales y cívicos conjuntos con Marion Military Institute, también ubicado en Marion. Muchos de estos eventos y tradiciones se remontan a la Guerra Civil y están conectados culturalmente con esa época.
Judson College fue clasificado entre los "peores campus absolutos para jóvenes LGBTQ " en los EE. UU. por Campus Pride. 

## Alumnas notables
- Titilayo Adedokun (1973-), cantante (soprano) y reina de belleza
- Gwen Bristow (1903-1980), autora
- Caroline Dormon (1888-1971), botánica y autora [14]
- Scottie McKenzie Frasier (1884-1964), profesora, autora, conferencista y sufragista
- Margaret Lea Houston (1819–1867), primera dama de Texas
- Billie Young (1947-2021), actriz, activista, poeta y educadora.
- Evelyn Daniel Anderson (2 de agosto de 1926 - 7 de octubre de 1998), educadora estadounidense y defensora de los discapacitados físicos.
- Mary Ward Brown (18 de junio de 1917-14 de mayo de 2013), cuentista y autora de memorias estadounidense.
- Janie Shores (30 de abril de 1932 - 9 de agosto de 2017) Jueza de la Corte Suprema de Alabama y primera mujer en formar parte de ese tribunal.